# Ранучо Фарнезе Стари
Вижте пояснителната страница за други личности с името Ранучо Фарнезе.
Ранучо Фарнезе Стари (на италиански: Ranuccio Farnese il Vecchio; * ок. 1390, Иския ди Кастро, Херцогство Кастро; † 2 юли 1450, пак там) е италиански кондотиер, господар на Монталто, Латера, Фарнезе, Иския, Валентано и Челере, сенатор на Рим от април 1419 г., господар на Пиансано от 1422 г. и капитан на Папската армия, основоположник на богатството на рода Фарнезе. 

## Произход
Той е първото дете на Пиетро Фарнезе (* ок. 1350, † 1415), господар на Монталто, Латера, Фарнезе, Иския, Валентано и Челере, капитан на народа на Болоня, генерален капитан на армията на Сиенската република, и на Пентезилея Долчи от графовете на Корбара. Има пет братя и една сестра: Джовани, Пепо, Шара и Емилия, починали като бебета, и Бартоломео, родоначалник на клона на Латера.

## Биография
Със сигурност може да бъде запомнен като основател на богатството на рода Фарнезе: той разбира, че времето на военната мощ е свършило и че за да подобри статута на семейството, трябва да започне сближаване с папския двор и навлизане в редиците на големите римски семейства. 
Без изобщо да напуска гражданството на Орвието, следвайки стъпките на своите предци, той предлага услугите си на Сиенската република, която се бори с графа на Питиляно.
През 1408 баща му Пиетро става генерален капитан на Сиена и го иска за наместник. През 1416 г. градът го назначава за свой генерален капитан и той му се отплаща, като бързо побеждава Орсини.
През 1419  г. папа Мартин V, за да демонстрира благоволението на Църквата, го издига в ранг сенатор на Рим и потвърждава привилегиите, ползвани от семейството му. Също около 1419 г. той се жени за Аниезе Моналдески дела Червара, дъщеря на Анджело Моналдески, патриций на Орвието. През 1422 г. получава половината от провинцията Тесенано и земите на Пианано с единственото задължение да изпраща 10 фунта бял восък на кардинал-камерлинга всяка година. Неговата войнственост в служба на Църквата продължава още по-изгодно в служба на папа Евгений IV, наследник на Мартин V. Ранучо се поставя на негова служба с 600 рицари и 100 пехотинци и вместо да се пенсионира поради нередовни плащания, той оставя просрочените задължения да се натрупват, като бързо се превръща в обикновен банкер на Църквата. Възползвайки се от ситуацията, той поисква като гаранция замъци, крепости или близки до него територии, осигурявайки защитата им и събирайки данъци от името на Апостолическата камара. С този метод той винаги успява да събере нови войски и да вдигне цената на услугите си.
Започвайки от 1431 г. – годината, в която той става вечен викарий за земите на Валентано и Латера, има поредица от отстъпки на привилегии: той получава Марта за 5 години с клаузата, че ако след този период Апостолическата камара не я е откупила, тя ще да остане в негово притежание; със същия метод през 1434 г. получава Монталто; отново през 1434 г. получава отличителните знаци на Златната роза; през 1435 г. половината от земите на Канино, Градоли и Бадия дел Понте са му предоставени като викарий за него и неговите потомци до трето поколение. През 1436 г. получава замъка Касано в епархия Тосканела и купува замъка в Каподимонте. През 1437 г. поставя Фолиньо под обсада заедно с кардиналите Николай Кузански и Джовани Мария Вителески.
С понтификата на папа Николай V Папската държава вече не трябва да се сблъсква с войни и решава да уволни своите кондотиери, включително Ранучо Фарнезе. Апостолическата камара решава да му преведе 9000 флорина от дълга, за който Монталто е даден като гаранция, и си връща владението на този град. 
Ранучо умира през юли 1450 г. на окло 60 г. и е погребан в гробницата, построена от Исая да Пиза предходната година на остров Бизентина в езерото Болсена.

## Брак и потомство
∞ ок. 1419 за Аниезе Моналдески дела Червара, от когото има четирима сина и осем дъщери:
- Габриеле Франческо Фарнезе (* ок. 1421, † 1475, Витербо), предопределен да продължи военната слава на рода, чиято линия изчезва в третото поколение; ∞ 1442 за Изабела Орсини от Питиляно, от която има син и една или две дъщери;
- Анджело Фарнезе, капитан на папската армия;
- Пиер Луиджи Фарнезе Стари (* 1435, † 1487), кондотиер, продължител на рода, господар на Музиняно, Каподимонте, Валентано, Градоли, Пиансано, Канино и Абатство Понте, папски викарий за Канино; ∞ за Джована Каетани, от която има двама сина и три дъщери;
- Пиетро Фарнезе, капитан на армията на Комуна Орвието;
- Катерина Фарнезе († в ранна детска възраст);
- Виоланта Фарнезе († в ранна детска възраст);
- Аниезе Фарнезе, ∞ 1443 за Паоло Савели, владетел на Риняно;
- Лукреция Фарнезе ( * 1430, † 1487 ), ∞ за Франческо дел'Ангуилра, граф на Ангуилара Сабация, господар на Ветрала, Джове и Виано през 1445 г.;
- Еуджения Фарнезе, ∞ за Стефанело Колона, владетел на Палестрина, Кастелнуово, Сан Чезарео и Дженацано през 1455 г.;
- Пантазилея Фарнезе, ∞ за Костантино ди Руджеро Кане Раниери, патриций на Перуджа;
- Франческа Фарнезе, ∞ за Джентиле Моналдески дела Червара, граф на Кастильоне, патриций на Орвието;
- Джулия Фарнезе († 1511), монахиня в Третия францискански орден.